# Генерал фон Клинкерхофен
Генерал Ерик фон Клинкерхофен е измислен герой в популярната комедийна поредица на Би Би Си „Ало, ало!“ (1982 – 1992). Ролята е изиграна от актьора Хилари Минстър. В българския дублаж се озвучава първоначално от Стефан Димитриев, а след това до края на сериала – от Иван Райков.

## Описание на героя

### Роля
Генералът притежава особена и директна роля в комедията. Той често заплашва подчинените си с екзекуция или изпращането им на руския фронт; не го интересува нито лейтенант Хуберт Грубер, нито полковник Курт фон Щрьом, нито капитан Алберто Берторели, и дори отказва да плати откуп за тях в епизода, когато са заловени от комунистическата съпротива.
По-нататък хер Флик от Гестапо го заподозрява в заговор срещу Хитлер, който обаче се оказва приготовление по случай рождения ден на Фюрера. Това нажежава отношенията на генерала към Флик и в епизода, когато полковникът и неговият помощник са заловени, Флик го принуждава да ги освободи.

### Личен живот
Относно личния живот на генерала се знае малко. Той обича да съблазнява жените от германската армия, както и френските селянки. Един от опитите му е съблазняването на сервитьорката Мария, с която се среща в шатото със салама, в който е скрита Грешната Мадона с големите бомби от Ван Кломп, на която лейтенантът трябва да направи копие. В някои други епизоди негови подчинени са улавяни от него да флиртуват със сервитьорките от кафенето. Въпреки това в един от моментите в сериала генералът кани Грубер на парти в замъка, изтъквайки че не намира за необходимо лейтенанта да смени дрехите си (Грубер е дегизиран тогава като сержант – жена в дрехите на Хелга).
Наклоностите на генерала отново са поставени под въпрос, когато Хер Флик и Хер Фон Смолхаузен измислят нов начин да се внедрят сред персонала на „Кафе Рене“ без да събудят никакви подозрения. Те се дегизират като френски сервитьорки. Генералът не одобрява тази идея, но не отказва да останат на питие.
Генералът е роднина на германския император кайзер Вилхелм II и е горд с това.